# 클라크 국제공항
클라크 국제공항(타갈로그어: Paliparang Pandaigdig ng Clark 팜팡가어: Sulapawang Internasyonal ning Clark / Pangyatung Pisulagpuan ning Clark, 영어: Clark International Airport (CIA), IATA: CRK, ICAO: RPLC은 필리핀의 클라크 특별 경제 구역과 앙헬레스시에 가까이 있는 공항으로 디오스다도 마카파갈 국제공항(DMIA)이라고도 부르며 이 공항명은 미국 육군 통신 장교였던 해럴드 멜빈 클라크에서 유래되었다.
이 공항은 전에는 클라크 공군 기지의 장소였던 클라크 특별 경제 구역에 위치하고 있는데 클라크 공군 기지는 피나투보 화산이 폭발한 뒤 미국 공군에 의해 1991년 폐쇄되었고 클라크 특별 경제 구역으로 새로 태어났다.
이 공항은 세부퍼시픽과 사우스 이스트 아시아 항공의 허브 공항이자 마닐라의 니노이 아키노 국제공항의 경쟁 공항인데, 니노이 아키노 국제공항이 이 공항보다 착륙비가 높은 까닭이다. 이 공항은 정부가 소유 및 통제하는 회사인 클라크 국제공항공사(CIAC)가 관리하고 있다.

## 운항 노선

### 국제선
| 항공사          | 목적지                 |
| --------------- | ---------------------- |
| 제주항공        | 서울(인천)             |
| 아시아나항공    | 서울(인천)             |
| 플라이강원      | 양양 - 무기한 운항중단 |
| 에어로케이      | 청주                   |
| 에미레이트 항공 | 두바이                 |
| 카타르항공      | 도하                   |

### 국내선
| 항공사            | 목적지 |
| ----------------- | ------ |
| 필리핀 에어아시아 | 다바오 |

### 화물 노선
| 항공사        | 목적지 |
| ------------- | ------ |
| 수파르나 항공 | 선전   |